# Élections législatives de 1967 en Lot-et-Garonne
Les élections législatives françaises de 1967 se déroulent les 5 et 12 mars 1967. Dans le département de Lot-et-Garonne, trois députés sont à élire dans le cadre de trois circonscriptions.

## Élus
| Circonscription | Député sortant                                 | Parti | Parti   | Député élu ou réélu | Parti | Parti          |
| --------------- | ---------------------------------------------- | ----- | ------- | ------------------- | ----- | -------------- |
| 1re             | Jean Deltimple suppléant de Gabriel Lapeyrusse |       | UNR-UDT | Jacques Bordeneuve  |       | FGDS (Radical) |
| 2e              | Hubert Ruffe                                   |       | PCF     | Hubert Ruffe        |       | PCF            |
| 3e              | Édouard Schloesing                             |       | Radsoc  | Édouard Schloesing  |       | FGDS (Radical) |

## Résultats

### Résultats à l'échelle du département
| Parti          | Parti                                           | Premier tour | Premier tour | Second tour | Second tour | Sièges |
| Parti          | Parti                                           | Voix         | %            | Voix        | %           | Sièges |
| -------------- | ----------------------------------------------- | ------------ | ------------ | ----------- | ----------- | ------ |
|                | Union des démocrates pour la Ve République      | 30 912       | 21,51        | 31 595      | 21,77       | 0      |
|                | Républicains indépendants                       | 7 210        | 5,02         | Retrait     | Retrait     | 0      |
|                | Modérés                                         | 5 476        | 3,81         |             |             | 0      |
|                | Union des républicains de progrès               | 43 598       | 30,33        | 31 595      | 21,77       | 0      |
|                |                                                 |              |              |             |             |        |
|                | Parti radical                                   | 32 126       | 22,35        | 52 782      | 36,36       | 2      |
|                | Section française de l'Internationale ouvrière  | 6 986        | 4,86         | Retrait     | Retrait     | 0      |
|                | Fédération de la gauche démocrate et socialiste | 39 112       | 27,21        | 52 782      | 36,36       | 2      |
|                |                                                 |              |              |             |             |        |
|                | Parti communiste français                       | 35 285       | 24,55        | 22 701      | 15,64       | 1      |
|                | Progrès et démocratie moderne                   | 24 534       | 17,07        | 38 083      | 26,24       | 0      |
|                | Mouvement jeune révolution                      | 1 199        | 0,83         |             |             | 0      |
|                |                                                 |              |              |             |             |        |
| Inscrits       | Inscrits                                        | 175 825      | 100,00       | 175 814     | 100,00      | 3      |
| Abstentions    | Abstentions                                     | 28 690       | 16,32        | 27 311      | 15,53       |        |
| Votants        | Votants                                         | 147 135      | 83,68        | 148 503     | 84,47       |        |
| Blancs et nuls | Blancs et nuls                                  | 3 407        | 2,32         | 3 342       | 2,25        |        |
| Exprimés       | Exprimés                                        | 143 728      | 97,68        | 145 161     | 97,75       |        |

### Résultats par circonscription

#### Première circonscription (Agen - Nérac)
| Candidat       | Candidat               | Parti          | Premier tour | Premier tour | Second tour | Second tour |  |
| Candidat       | Candidat               | Parti          | Voix         | %            | Voix        | %           |  |
| -------------- | ---------------------- | -------------- | ------------ | ------------ | ----------- | ----------- |  |
|                | Jean François-Poncet   | CD (PDM)       | 14 559       | 27,65        | 16 260      | 30,36       |  |
|                | Jacques Bordeneuve élu | FGDS (Radical) | 13 060       | 24,8         | 24 784      | 46,28       |  |
|                | Jean Barret            | UD-Ve          | 12 880       | 24,46        | 12 512      | 23,36       |  |
|                | Frédéric Lindenstaedt  | PCF            | 12 164       | 23,1         | Retrait     | Retrait     |  |
|                |                        |                |              |              |             |             |  |
| Inscrits       | Inscrits               | Inscrits       | 66 008       | 100,00       | 66 002      | 100,00      |  |
| Abstentions    | Abstentions            | Abstentions    | 11 949       | 18,1         | 11 470      | 17,38       |  |
| Votants        | Votants                | Votants        | 54 059       | 81,9         | 54 532      | 82,62       |  |
| Blancs et nuls | Blancs et nuls         | Blancs et nuls | 1 396        | 2,58         | 976         | 1,79        |  |
| Exprimés       | Exprimés               | Exprimés       | 52 663       | 97,42        | 53 556      | 98,21       |  |

#### Deuxième circonscription (Marmande)
| Candidat       | Candidat                   | Parti          | Premier tour | Premier tour | Second tour | Second tour |  |
| Candidat       | Candidat                   | Parti          | Voix         | %            | Voix        | %           |  |
| -------------- | -------------------------- | -------------- | ------------ | ------------ | ----------- | ----------- |  |
|                | Hubert Ruffe sortant réélu | PCF            | 15 115       | 34,07        | 22 701      | 50,99       |  |
|                | Joseph Turroques           | CNIP (PDM)     | 9 975        | 22,49        | 21 823      | 49,01       |  |
|                | Alfred Mardegan            | RI             | 7 210        | 16,25        | Retrait     | Retrait     |  |
|                | Maurice Cazassus           | FGDS (SFIO)    | 6 986        | 15,75        | Retrait     | Retrait     |  |
|                | Gérard Guillot             | Modérés        | 3 877        | 8,74         |             |             |  |
|                | Franck Thiollet            | ARLP           | 1 199        | 2,7          |             |             |  |
|                |                            |                |              |              |             |             |  |
| Inscrits       | Inscrits                   | Inscrits       | 53 933       | 100,00       | 53 930      | 100,00      |  |
| Abstentions    | Abstentions                | Abstentions    | 8 687        | 16,11        | 7 987       | 14,81       |  |
| Votants        | Votants                    | Votants        | 45 246       | 83,89        | 45 943      | 85,19       |  |
| Blancs et nuls | Blancs et nuls             | Blancs et nuls | 884          | 1,95         | 1 419       | 3,09        |  |
| Exprimés       | Exprimés                   | Exprimés       | 44 362       | 98,05        | 44 524      | 96,91       |  |

#### Troisième circonscription (Villeneuve-sur-Lot)
| Candidat       | Candidat                         | Parti          | Premier tour | Premier tour | Second tour | Second tour |  |
| Candidat       | Candidat                         | Parti          | Voix         | %            | Voix        | %           |  |
| -------------- | -------------------------------- | -------------- | ------------ | ------------ | ----------- | ----------- |  |
|                | Édouard Schloesing sortant réélu | FGDS (Radical) | 19 066       | 40,82        | 27 998      | 59,47       |  |
|                | Jacques Raphaël-Leygues          | UD-Ve          | 18 032       | 38,61        | 19 083      | 40,53       |  |
|                | Gilbert Venaud                   | PCF            | 8 006        | 17,14        | Retrait     | Retrait     |  |
|                | Jean Goudin                      | Modérés        | 1 599        | 3,42         |             |             |  |
|                |                                  |                |              |              |             |             |  |
| Inscrits       | Inscrits                         | Inscrits       | 55 884       | 100,00       | 55 882      | 100,00      |  |
| Abstentions    | Abstentions                      | Abstentions    | 8 054        | 14,41        | 7 854       | 14,05       |  |
| Votants        | Votants                          | Votants        | 47 830       | 85,59        | 48 028      | 85,95       |  |
| Blancs et nuls | Blancs et nuls                   | Blancs et nuls | 1 127        | 2,36         | 947         | 1,97        |  |
| Exprimés       | Exprimés                         | Exprimés       | 46 703       | 97,64        | 47 081      | 98,03       |  |